# Vrh (gmina Šmarje pri Jelšah)
Vrh – wieś w Słowenii, w gminie Šmarje pri Jelšah. W 2018 roku liczyła 173 mieszkańców.